# Tantilla flavilineata
Tantilla flavilineata (жовтосмуга багатоніжкова змія) — вид змій родини полозових (Colubridae). Ендемік Мексики.

## Поширення і екологія
Жовтосмугі багатоніжкові змії мешкають в центральних районах мексиканського штату Оахака. Вони живуть в первинних дубових лісах, серед опалого листя, на висоті від 2000 до 2340 м над рівнем моря. Ведуть наземний, денний спосіб життя.

## Збереження
МСОП класифікує цей вид як такий, що перебуває під загрозою зникнення. Tantilla flavilineata загрожує знищення природного середовища.